# 諾夫斯卡
諾夫斯卡是克羅地亞的城鎮，位於該國中部，距離薩格勒布95公里，毗鄰與波斯尼亞和黑塞哥維那接壤的邊境，由錫薩克-莫斯拉維納縣負責管轄，海拔高度126米，2011年人口13,573。

## 外部連結
- 官方网站
- Public open university Novska（页面存档备份，存于）